# Basiaeschna janata
Basiaeschna janata – gatunek dużej ważki z rodziny żagnicowatych (Aeshnidae), jedyny przedstawiciel rodzaju Basiaeschna. Występuje w Ameryce Północnej – w południowej Kanadzie i Stanach Zjednoczonych.